# Does Your Mother Know
Singles de ABBA
Chiquitita
(1979) Voulez-Vous
(1979)
Clip vidéo
[vidéo] « Does Your Mother Know », sur YouTube
Does Your Mother Know est une chanson du groupe de pop suédois ABBA extraite de leur sixième album studio Voulez-Vous, sorti en 1979. Elle a également été publiée en single. C'est l'une des rares chansons du groupe sur lesquelles le chant principal est tenu par une voix masculine, en l'occurrence Bjorn Ulvaeus.

## Thème de la chanson
Dans cette chanson, un homme répond au flirt d'une fille beaucoup plus jeune que lui.

## Classements
| Classement (1979)                      | Meilleure position |
| -------------------------------------- | ------------------ |
| Suisse (Schweizer Hitparade)           | 6                  |
| Allemagne (Media Control AG)           | 10                 |
| Autriche (Ö3 Austria Top 40)           | 13                 |
| Pays-Bas (Single Top 100)              | 3                  |
| Belgique (Flandre Ultratop 50 Singles) | 1                  |
| Nouvelle-Zélande (RMNZ)                | 27                 |
| Royaume-Uni (UK Singles Chart)         | 4                  |